# آنگلو-هندی
آنگلو-هندی (انگلیسی: Anglo-Indian) یا اصطلاحاً انگلیسی-هندی می‌تواند حداقل به دو گروه از افراد اشاره داشته باشد: آن‌هایی که دارای نژاد آمیخته هندی و انگلیس (به‌طور خاص انگلیسی) هستند و مردم تبار بریتانیایی / انگلیسی که در هند متولد شده‌اند یا ساکن هستند.